# Carl Hagman
Carl Hagman (Tjølling,16 september 1872 – Oslo, 6 december 1940) was een Noors zanger. Zijn stembereik lag binnen tenor.
Hagman begon zijn loopbaan in het mannenkoor van Larvik. Hij kreeg zijn opleiding bij Fritz Arlberg en John Forsell in Stockholm, maar ook in Berlijn bij Schmidt-Keyser. Hij zong al tijdens kleine concerten vanaf 1895. Hij debuteerde officieel in Christiania in 1897 in het Christiania Theater en maakte vlug carrière. Rond 1900 was hij een van de belangrijkste zangers binnen de Noorse opera. Van 1900 tot 1904 en 1908 tot 1912 was hij verbonden aan het Nationaltheatret in Oslo (de opvolger van het Christiania Theater). Hij zong ook echter bij de Kunglige Operan te Stockholm.
Enige rollen:
- Don Ottavio in Don Giovanni
- Erik in De Vliegende Hollander
- in Lohengrin
- Sigmund in Die Walküre
- Masaniello in De Stomme van Portici
- Vasco da Gama in L’Africaine
- Don Jose in  Carmen
- Faust in Faust
- Wilhelm Meister in  Mignon
- Riccardo in Un ballo in maschera
- Pinkerton in Madama Butterfly